# Pohon 4 × 4

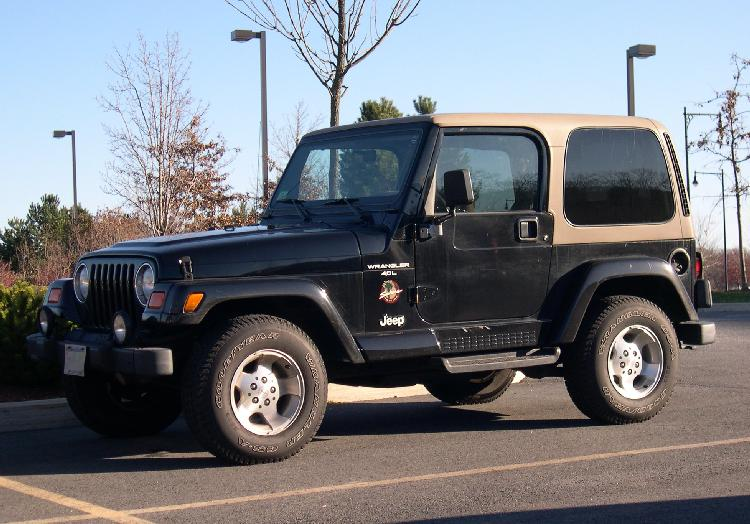
Jeep Wrangler 4×4

Pohon 4 × 4 nebo pohon obou náprav, kráceně 4 × 4 či 4WD (z anglického four-wheel drive), je systém pohonu všech čtyř kol automobilu. Hnací agregát přitom může být umístěn v přední či zadní části vozidla. Pohon může být stálý nebo přiřaditelný k jedné z náprav, zatímco druhá má pohon trvale přiřazený. Je-li přiřaditelný, připojuje se pomocí páky, případně elektronicky. Trvalý pohon se rozděluje prostřednictvím mezinápravového diferenciálu rovnoměrně (50:50 anebo v určitém poměru (například 33:67–50:50). Pohon 4 × 4 může být redukovaný zařazením převodovky, která sníží rychlost otáčení kol, ale zároveň zvýší krouticí moment, který přenáší. Redukovaným pohonem disponují především terénní automobily. Vozy určené skutečně do terénu umožňují uzamknout zadní, případně střední diferenciál (výjimečně i přední), čímž se zvýší průchodnost vozidla terénem.

## Klasické 4WD
Four-wheel drive – Za běžných podmínek pohání vůz pouze jedna, většinou zadní, náprava. V případě potřeby zapne pohon na všechna čtyři kola sám řidič. Při 4WD pohonu nemá vůz středový diferenciál. Přední a zadní hnací hřídele tak nespolupracují. Přední náprava tak nemůže jet rychleji, než zadní. Tzv. part time 4WD je vhodný na mokrý povrch.

## Full 4WD
Full four-wheel drive – Pohon pomocí mezinápravového diferenciálu, který doplňuje přední a zadní nápravové diferenciály. Síla motoru je tak distribuována na všechna kola současně a neustále. V těžkém terénu se „provozní nevýhoda“ mezinápravového diferenciálu eliminuje jeho uzávěrkou.

### Výhody
Má pohon všech kol k dispozici neustále a je schopný jeho provozu i na suchých pevných podkladech, kde by se přiřaditelný pohon předních kol poškodil. Pohodlnější bez nutnosti ruční obsluhy.

### Nevýhody
Vyšší konstrukční náročnost, cena a spotřeba paliva. „Provozní nevýhoda diferenciálu“: pokud se jedno z kol nápravy dotýká povrchu podkladu s nízkým koeficientem tření (např. led nebo i voda, jemný štěrk, prach) a druhé kolo nápravy se dotýká podkladu s vyšším třecím koeficientem (např. asfalt, beton), dojde při rozjedu k situaci, kdy kolo „na ledě“ se začne protáčet a kolo „na asfaltu“ zůstane stát. Protáčející se kolo se točí dvakrát rychleji. Trakční síla kola s nižším koeficientem tření se sníží a tím se dle zákona akce a reakce sníží i moment působící na dotyčné kolo. Protože diferenciál udržuje oba výstupní momenty stále shodné, sníží se tím zároveň o stejnou hodnotu i moment a trakční síla opačného, neprokluzujícího kola. A v případě pohonu všech kol se třemi diferenciály budou takto ovlivněna všechna ostatní hnací kola. Tj. poklesem tažné síly jednoho kola se celková tažná síla auta s pohonem jedné nápravy zmenší prakticky dvojnásobně a u auta s pohonem obou náprav vybeveného třemi diferenciály dokonce čtyřnásobně. Podmínky pro rozjezd vozidla se tím výrazně zhorší. Zde je proto vhodné činnost mezinápravového diferenciálu eliminovat jeho uzamčením. Takřka všechny terénní vozy s mezinápravovým diferenciálem uzávěrku mají. Některé vozy jsou vybaveny tzv. samosvorným mezinápravovým diferenciálem, kde není nutné obsluhovat uzávěru ručně (diferenciál se uzavírá automaticky díky jeho konstrukci), typicky mají tento typ například automobily Audi.

### Klasičtí zástupci
Land Rover Defender, Jeep Grand Cherokee, Lada Niva